# 蟹養斎
蟹養斎（かにようさい、宝永2年（1705年） - 安永7年8月14日（1778年10月4日））は、江戸時代の崎門派の儒家。名は維安、字は子定、通称は佐左衛門、別の号は東溟。

## 人物
生誕地は阿波国とも安芸国ともいい、詳細は不明。6歳のとき、尾張国に移り、布施氏の元で育った。21歳のとき、京都の三宅尚斎に学ぶ。名古屋で私塾を開き、尾張藩から5人扶持を与えられる。寛延元年（1748年）に至って、私塾の巾下学問所を設けた。経営難のため宝暦元年（1751年）に学問所を閉じ、尾張の地を離れている。各地を転々とした後に伊勢国浦田で病没した。

## 著作
- 『崎門読書法』[2]
- 『論語講義』[2]